# Grand Hotel Ausonia & Hungaria
Il Grande Albergo Ausonia & Hungaria è un albergo storico del Lido di Venezia in stile liberty. L'albergo fa parte dei Locali storici d'Italia.

## Storia
Fu inaugurato il 1º aprile del 1907, in piena Belle Époque, quando il Lido di Venezia era la spiaggia del jet-set italiano e internazionale. Progettato dall'ing. Nicolò Piamonte e di proprietà dell'imprenditore friulano Luigi Fabrizio, venne originariamente denominato Hungaria Palace Hôtel. Tale nome veniva probabilmente dal fatto che durante i primi anni era frequentato assiduamente dall'alta società ungherese: difatti accanto alla scritta Restaurant appariva anche la scritta Etterem ("ristorante" in ungherese).
Nel 1913 il ceramista bassanese Luigi Fabris, assieme al collega Teodoro "Doro" Sebellin, ricoprì l'intera facciata dell'albergo con delle maioliche e bassorilievi policromi sui toni azzurro, verde chiaro e ocra creando un importante esempio di stile Liberty. I colori richiamano le sabbie del lido, il mare e le acque lagunari. Nel complesso di ghirlande floreali e putti compaiono anche due figure femminili di grandi dimensioni, allegorie di Venezia e dell'Ungheria. Gli arredi originali furono disegnati dall'ebanista Eugenio Quarti.
Dopo la prima guerra mondiale il nome dell'albergo diventa Ausonia per tornare al nome originale nel 1930.
Nel 2001 al suo interno è stato girato il film Hotel diretto da Mike Figgis.
Nel 2017 in seguito a dei lavori ingenti di ristrutturazione, l'hotel è stato classificato 5 stelle lusso. L'attuale proprietario è il gruppo Russo.

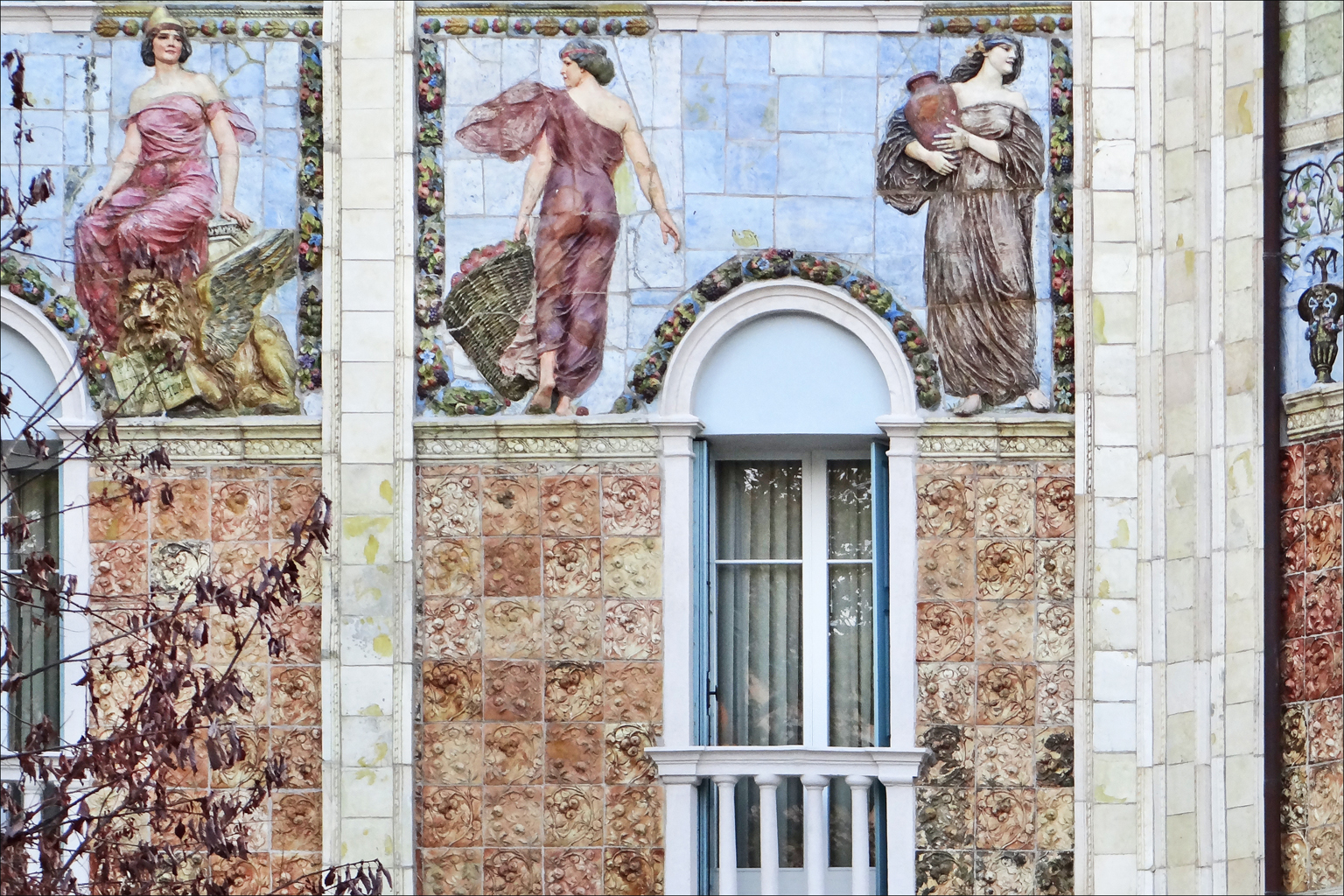
Lo stile Art Nouveau dell'albergo

## Struttura
Il progetto originario di Piamonte consisteva in una costruzione imponente di cinque piani al cui interno vi sono 130 locali di cui 82 camere da letto.
Durante la ristrutturazione del 2017 è stata aperta al pubblico la terrazza panoramica.